# Calyptranthes sintenisii
Calyptranthes sintenisii är en myrtenväxtart som beskrevs av Hjalmar Frederik Christian Kiaerskov. Calyptranthes sintenisii ingår i släktet Calyptranthes och familjen myrtenväxter. Inga underarter finns listade i Catalogue of Life.